# Halopteris opposita
Halopteris opposita är en nässeldjursart som först beskrevs av Nicolaas `Claas' Mulder och Trebilcock 1911.  Halopteris opposita ingår i släktet Halopteris och familjen Halopterididae. Inga underarter finns listade i Catalogue of Life.